# Bobby Farrell
Roberto Alfonso Farrell, detto Bobby (San Nicolaas, 6 ottobre 1949 – San Pietroburgo, 30 dicembre 2010), è stato un cantante, ballerino e disc jockey olandese, performer meglio conosciuto come il componente maschile del famoso gruppo pop Boney M.

## Biografia

### Primi anni
Roberto Alfonso Farrell nacque nel 1949 ad Aruba, un'isola dei Caraibi olandesi, dove visse fino all'età di 15 anni. Finita la scuola lavorò come marinaio per due anni, viaggiando attraverso gli oceani prima di stabilirsi in Norvegia. Dalla Norvegia si è poi trasferito nei Paesi Bassi, dove ha ottenuto un lavoro come Dj prima di ottenere migliori opportunità in Germania.

### Gli anni con i Boney M.

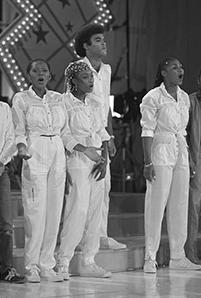
Farrell, secondo da destra, con i Boney M. nel 1981

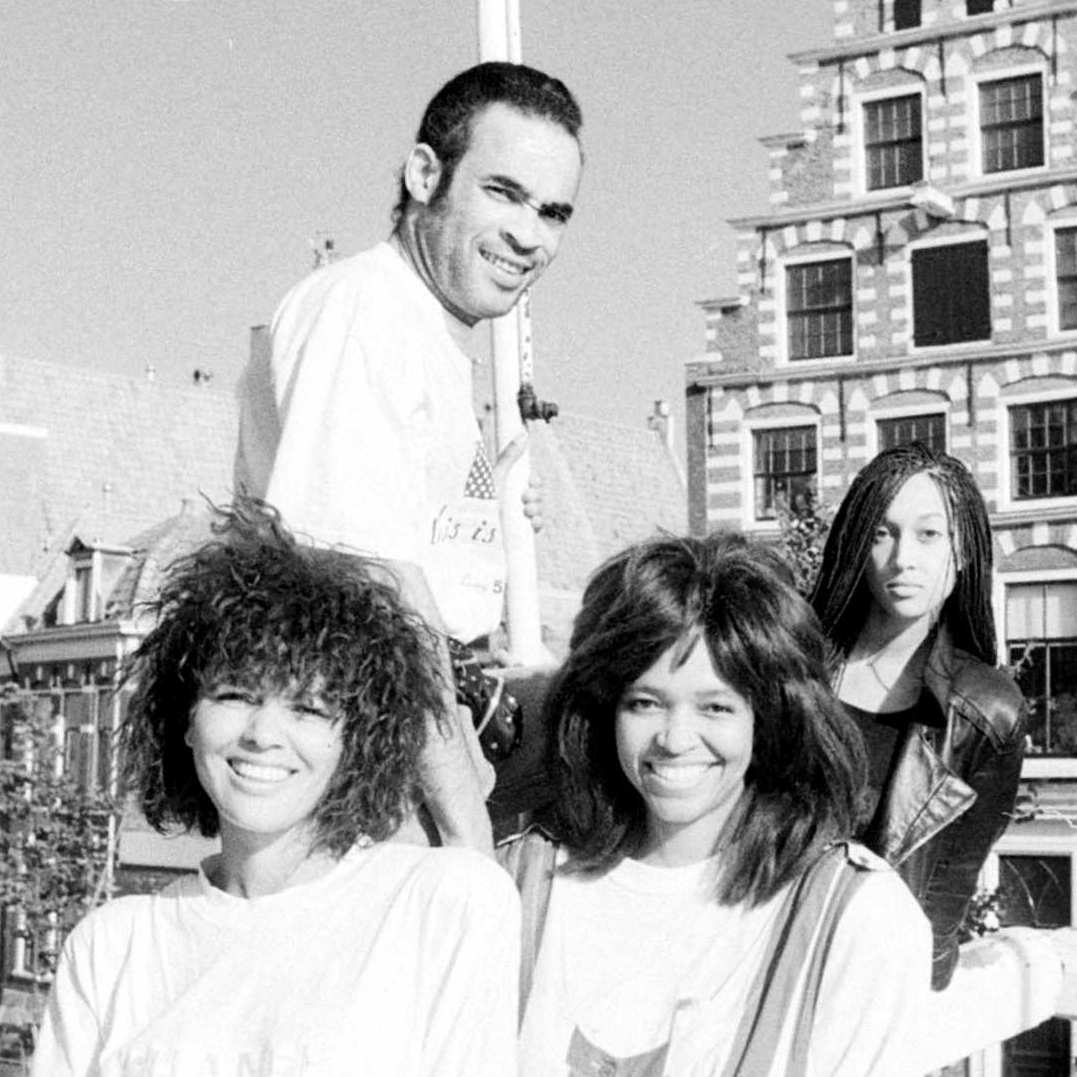
I Boney M. ad Haarlem nel 1991

In Germania lavorò come Dj fino al 1975 quando il produttore Frank Farian lo volle per far parte del suo nuovo gruppo, i Boney M. Farrell divenne il cantante maschile del gruppo, anche se Farian anni dopo rivelò che Bobby non diede nessun contributo vocale nelle canzoni del gruppo, con Farian stesso ad eseguire in studio le parti maschili delle canzoni.

### Gli ultimi anni
Farrell ha vissuto per molti anni ad Amsterdam nel quartiere di Gaasperdam ad Amsterdam Zuidoost. Una delle sue ultime apparizioni come ballerino fu alla fine del 2005 nel video clip di Roger Sanchez Turn on the Music. 
È morto a causa di insufficienza cardiaca la mattina del 30 dicembre 2010, in un hotel a San Pietroburgo dove la sera prima aveva tenuto un concerto. Il suo agente John Seine disse che la sera prima Farrell lamentava dei problemi respiratori dopo il concerto con il suo gruppo. È stato riferito che Farrell è stato trovato dal personale dell'hotel dopo molti squilli a vuoto delle chiamate di sveglia del telefono. 
Per una strana coincidenza, è morto nello stesso giorno e nella stessa città di Grigorij Rasputin, mistico russo soggetto di una delle canzoni più influenti della band Boney M., e nei cui panni Farrell si vestiva spesso durante le esibizioni dal vivo. Farrell è stato sepolto nel cimitero di Zorgvlied, ad Amsterdam.

## Discografia
Singoli
- 1982: Polizei / A Fool In Love
- 1985: King Of Dancing / I See You
- 1987: Hoppa Hoppa / Hoppa Hoppa (Instrumental)
- 1991: Tribute To Josephine Baker
- 2004: Aruban Style (Mixes) S-Cream Featuring Bobby Farrell
- 2006: The Bump EP

Bobby Farrell's Boney M. / Boney M. Featuring Bobby Farrell / Bobby Farrell Featuring Sandy Chambers
- 2000: The Best Of Boney M. (DVMore)
- 2001: Boney M. – I Successi (DVMore)
- 2001: The Best Of Boney M. (II) (compilation)
- 2001: The Best Of Boney M. (III) (compilation)
- 2005: Boney M. – Remix 2005 (featuring Sandy Chambers) (compilation) (Crisler)
- 2007: Boney M. – Disco Collection (compilation)